# ترمس تكساسي
الترمس التكساسي (باللاتينية: Lupinus texensis) نوع نباتي يتبع جنس الترمس من الفصيلة البقولية المعروفة بقدرتها على تثبيت النيتروجين الجوي من خلال بكتيريا المستجذرة.
موطنه ولاية تكساس الأمريكية.

## الوصف النباتي
نبات ثنائي الحول أوراقه مركبة كفية، تضم كل واحدة منها ما بين خمس وسبع وريقات. الأزهار زرقاء.